# بریستول (مریلند)
بریستول (به انگلیسی: Bristol) یک منطقهٔ مسکونی در ایالات متحده آمریکا است که در شهرستان آنا آروندل، مریلند واقع شده‌است.